# R.M.N.
R.M.N. (Alternativtitel: RMN) ist ein rumänischer Spielfilm von Cristian Mungiu aus dem Jahr 2022. Das Drama stellt eine Dorfgemeinschaft in Siebenbürgen in den Mittelpunkt, die nach dem Zuzug ausländischer Fabrikarbeiter von rassistischen Vorurteilen überrannt wird. Die Hauptrollen übernahmen Marin Grigore und Judith State.
Der Film wurde im Wettbewerb des Filmfestivals von Cannes im Mai 2022 uraufgeführt.

## Handlung
Siebenbürgen im Winter: Wenige Tage vor dem Weihnachtsfest kehrt Matthias in sein Heimatdorf zurück. Er arbeitet mittlerweile in Deutschland. Matthias freut sich darauf, seine frühere Geliebte Csilla wiederzusehen, die im Ort eine Fabrik leitet. Besorgt ist er dagegen um seinen gebrechlichen Vater Otto und seinen Sohn Rudi, der von Ängsten geplagt wird und zu lange in der Obhut seiner Mutter Ana war. Als Csilla zwei neue ausländische Fabrikarbeiter einstellt, wird der Frieden der Gemeinschaft durch rassistische Vorurteile gestört. Unterschwellige Ängste sowie Frustrationen, Konflikte und Leidenschaften brechen unter den scheinbar verständnisvollen und ruhigen Dorfbewohnern aus.

## Hintergrund
R.M.N. ist der sechste Spielfilm des rumänischen Regisseurs Cristian Mungiu, der auch das Drehbuch verfasste. Er selbst versteht sein Werk als Appell für mehr Toleranz. „Der Film spricht darüber, wie wir uns auf andere beziehen, bevor wir sie kennen, über unsere Reaktionen angesichts des Unbekannten, über unsere Urängste und Instinkte, die viel stärker in unserem Gehirn verwurzelt sind als die jüngste dünne Schicht von Rationalität und Empathie, aber es geht auch um Wahrheit, darüber, wie subjektiv es in letzter Zeit geworden ist, und darüber, wie selten wir das Gefühl haben, dass es sicher ist, auszudrücken, was wir wirklich glauben“, so Mungiu. Für die Hauptrollen verpflichtete er Marin Grigore und Judith State. Zum weiteren Schauspielensemble gehören Macrina Bârlădeanu, Orsolya Moldován, András Hatházi und Deák Zoltán sowie Laiendarsteller.
Die Dreharbeiten fanden vom November 2021 bis Januar 2022 hauptsächlich in der rumänischen Gemeinde Rimetea im Kreis Alba sowie in weiteren Dörfern in Siebenbürgen statt. Für den Dreh vertraute Mungiu auf Tudor Vladimir Panduru (Kamera), Simona Pădurețu (Szenenbild) und Mircea Olteanu (Schnitt), mit denen er bereits an seinen vorangegangenen Filmen Bacalaureat (2016) bzw. Jenseits der Hügel (2012) zusammengearbeitet hatte. Er beschrieb die Dreharbeiten als schwierig. „Wir haben schon früher im Winter gedreht, in der Kälte, draußen, auf den Schnee wartend und schon zu spät, um für Cannes bereit zu sein. Nur dass wir dieses Mal COVID-19 zusätzlich zu allem bewältigen mussten und einen Dreh mit Menschenmengen, Kindern, Tieren und alles in langen Einstellungen“, so Mungiu.
Produziert wurde R.M.N. von Mobra Films. Als Koproduzenten traten Why Not Productions, Wild Bunch International, France 3 Cinéma und Le Pacte aus Frankreich, Les Films du Fleuve aus Belgien sowie Filmgate Films and Film i Väst aus Schweden in Erscheinung. Unterstützt wurde das Projekt von Canal+, France Télévisions, Ciné+, dem nationalen rumänischen Filmzentrum Centrul Național al Cinematografiei (CNC) sowie Eurimages. Die Produktionskosten werden mit 2,8 Mio. Euro angegeben, wobei 3 Mio. Leu (ca. 607.000 Euro) vom CNC stammen.

## Rezeption und Veröffentlichung
R.M.N. wurde in Branchenkreisen als möglicher Beitrag für das 75. Filmfestival von Cannes im Mai 2022 gehandelt. Tatsächlich wurde der Film in den Wettbewerb eingeladen, wo die Premiere am 21. Mai erfolgte.
In einem rein französischen Kritikenspiegel der Website Le film français sahen zwei der 15 Kritiker R.M.N. als Palmen-Favoriten an. Im internationalen Kritikenspiegel der britischen Fachzeitschrift Screen International erhielt der Film 2,5 von 4 möglichen Sternen und belegte unter allen 21 Wettbewerbsbeiträgen einen geteilten 8. Platz.
Der Film kam in Frankreich im Verleih von Le Pacte am 19. Oktober 2022 in die französischen Kinos. Für die Vertretung der internationalen Verwertungsrechte ist Wild Bunch International verantwortlich.

## Auszeichnungen
Für R.M.N. erhielt Mungiu seine vierte Einladung in den Wettbewerb um die Goldene Palme, den Hauptpreis des Filmfestivals von Cannes. Diesen hatte er bereits 2007 für das Abtreibungsdrama 4 Monate, 3 Wochen und 2 Tage erhalten. Bei den Gotham Awards 2023 erhielt Cristian Mungiu eine Nominierung für das Beste Drehbuch.